# 南平广播电视台
南平广播电视台，是中华人民共和国福建省南平市的市级广播电视台，成立于1985年10月1日。现自办2个电视频道和2个广播频道。

## 旗下频道

### 电视频道

#### 现有频道
| 頻道名稱     | 语言   | 广播格式                     | 啟播時間                                       | 頻道口號 | 频道前身                                                         | 備註                                                                       | 備註 |
| 新闻综合频道 | 普通話 | SD: 576i 16:9 HD: 1080i 16:9 | 标清：1985年10月1日 高标清16:9同播：2020年11月 |          | 南平电视台（主频）                                               | 南平市首个无线电视频道，以时政新闻、新闻评论、专题节目为主的综合性电视频道 |      |
| 公共频道     | 普通話 | SD: 576i 16:9 HD: 1080i 16:9 | 标清：1995年7月1日 高标清16:9同播：2020年11月  |          | 南平有线电视台（主频） 南平有线电视台综合频道 南平电视台影视频道 | 南平市首个有线电视频道，以生活服务节目和各区县节目为主的政策性电视频道     |      |

#### 停播频道
| 頻道名稱               | 语言   | 广播格式     | 啟播時間  | 頻道口號 | 频道前身                                                                                    | 備註                                                                                 | 備註 |
| 全心购物频道（南平版） | 普通話 | SD: 576i 4:3 | 2012年6月 |          | 南平有线电视台经济信息频道 南平电视台经济频道 南平电视台互动点播频道 南平电视台数字导视频道 | 数字电视频道，与厦门广播电视集团合办，2012年11月南平数字电视改播全心购物频道原版信号 |      |

### 广播频率
| 頻道名稱     | 语言   | 频道频率 | 啟播時間 | 频道前身                 | 備註                                             |
| 综合广播     | 普通話 | FM88.8   | 1984年   | 南平人民广播电台（主频） | 南平市首个广播频率，以新闻节目为主的综合广播频率 |
| 城市生活广播 | 普通話 | FM95.1   | 2004年   |                          | 以生活服务节目为主的广播频率                     |